# George Price Boyce
George Price Boyce (Londra, 24 settembre 1826 – Londra, 11 febbraio 1897) è stato un pittore inglese specializzato nella realizzazione in acquarello di paesaggi e architettura vernacolare in stile preraffaellita, fu amico e mecenate di Dante Gabriel Rossetti.

## Biografia
Originariamente Boyce studiò architettura, ma nel 1849 a seguito dell'incontro con David Cox, un pittore di paesaggi ad acquarello, divenne un pittore. I suoi primi lavori sono ancora influenzati da Cox, ma più tardi si avvicinò allo stile dei preraffaelliti soprattutto nella cura dei dettagli. Incontrò Thomas Seddon e Rossetti nel 1849 e William Holman Hunt e John Everett Millais nel 1853.
Viaggiò con l'artista e critico John Ruskin a Venezia nel 1854 e probabilmente in Svizzera nel 1856. Dipinse a Dinan con Seddon nel 1853 e in Egitto con Frank Dillon nel 1861 e nel 1862.
Fra il 1853 e il 1861 Boyce espose dipinti a olio e ad acquarello alla Royal Academy of Arts. Fu membro fondatore dell'Hogarth Club e fece frequenti esposizioni alla Royal Watercolour Society, nella quale fu eletto "membro associato" nel 1864 e "membro effettivo" nel 1878. Si ritirò dalla pittura nel 1893 per motivi di salute.
George Price Boyce si spense a Londra all'età di 71 anni. Il suo diario divenne allora una delle maggiori risorse di informazioni su Rossetti e la confraternita dei preraffaelliti.<
Anche sua sorella minore, Joanna Mary Boyce, fu pittrice e seguì la scuola preraffaellita. Molto stimata anche da Rossetti, morì di parto a soli 30 anni.

## Galleria d'immagini

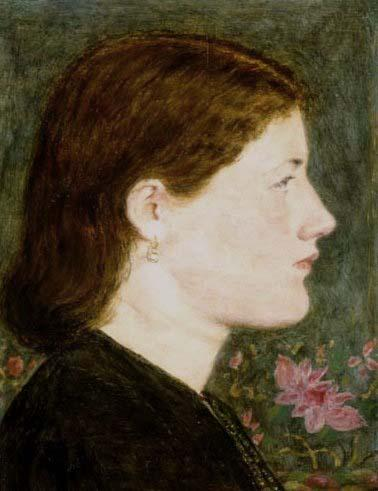
Ellen Smith
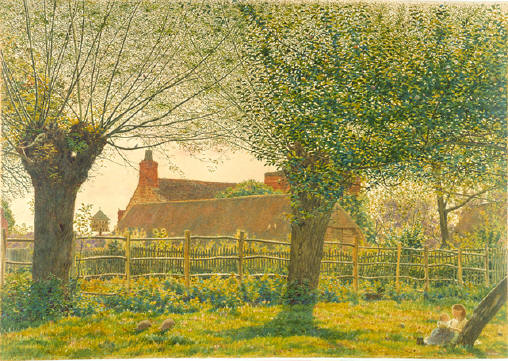
Binsey, presso Oxford
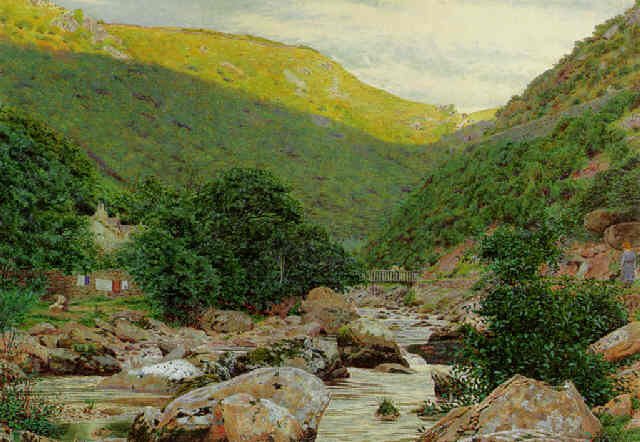
L'East Lynn, nel Devon
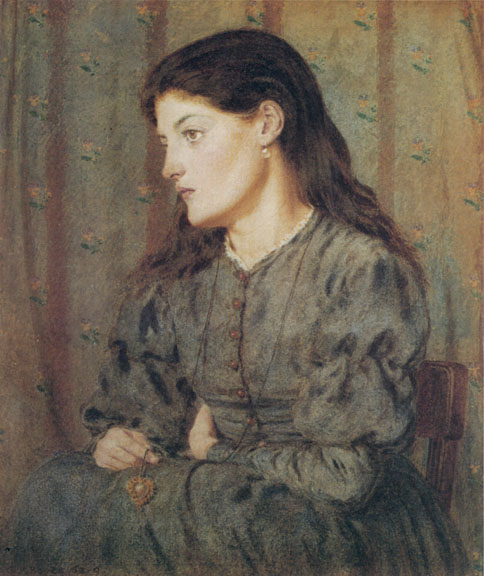
Pensosa d'altrui